# 1000 engelske Skolebørn besøger Carlsberg d. 19. August 1933
1000 engelske Skolebørn besøger Carlsberg d. 19. August 1933 er en dansk dokumentarisk optagelse fra 1933.

## Handling
1000 engelske skolebørn besøger København i august 1933. De skal blandt andet på besøg på Carlsbergs bryggerier.